# Lamprospora
Lamprospora es un género de hongos de la familia Pyronemataceae.